# Битва при Флёрюсе (1690)
Вторая битва при Флёрюсе 1 июля 1690 — сражение между войсками маршала Люксембурга и князя фон Вальдека в ходе кампании 1690 года во Фландрии в войне Аугсбургской лиги.

## Кампания 1690 года во Фландрии
После тяжёлого поражения в битве при Валькуре 25 августа 1689 маршал д’Юмьер был заменён на посту командующего Фландрской армией герцогом де Люксембургом. В кампанию 1690 года Людовик XIV, ожидавший вражеского нападения на Францию с нескольких сторон, предписал войскам ограничиться во Фландрии обороной, опираясь на цепь пограничных крепостей. Общее число войск на этом театре доходило до 100 тысяч, но они были разделены на три армии: д’Юмьер прикрывал район между Лисом и Шельдой, маркиз де Буфлер наблюдал территорию между Маасом и Мозелем, а главная армия под командованием Люксембурга занимала позицию посередине.
Союзники имели в Нидерландах 20 тыс. испанских войск маркиза де Кастаньяги, князь Вальдек должен был собрать ещё 40 тыс. голландцев и немцев, также ожидался подход 11-тыс. корпуса курфюрста Бранденбургского.
Узнав, что Вальдек движется из Маастрихта, чтобы осадить Динан, и уже достиг Шарлеруа, маршал Люксембург в июне 1690, усилив свои войска частью Мозельской армии Буфлера, переправился через Самбру между Шарлеруа и Намюром, и, разослав летучие отряды в разные стороны, пятью колоннами двинулся к Флёрюсу, намереваясь дать сражение противнику, ожидавшему в этом районе прибытия подкреплений.
1 июля французская армия, насчитывавшая 39 500 человек (37 батальонов, 80 эскадронов, 70 орудий), прошла деревни Ламбюзар и Флёрюс, оказавшиеся не занятыми противником, и заняла позицию на высотах, спускавшихся к ручью Линьи. Общее численное превосходство французов было незначительным,

Тем не менее, Люксембург искал боя, так как в этом отношении он стоял много выше своих современников, да и Лувуа никогда бы ему не простил потерю Динана, если бы неприятелю удалось овладеть этой крепостью, находившеюся в дурном состоянии.
— Марков М. И. История конницы. Часть 3-я. От Густава Адольфа до Фридриха Великого, с. 102

## Сражение
Вальдек не ожидал присоединения частей Буфлера к армии Люксембурга до похода бранденбуржцев и потому считал свою позицию безопасной, не принял мер для охранения и позволил противнику захватить себя врасплох.
Князь расположил свои войска на равнине между селениями Ванжени справа и Ваньеле слева и занял высоту Сент-Аман, образовав линию, слегка выгнутую в сторону Флёрюса. Он располагал 37 800 людьми (38 батальонов, 38 эскадронов, 50 орудий). В первой линии чередовались пехотные батальоны и эскадроны кавалерии, артиллерия была выдвинута вперёд. Фронт прикрывал ручей Линьи, текущий в глубоком овраге. Во второй линии, более сильной, пехота и кавалерия также стояли вперемешку, а в третьей, резервной, кавалерия была на правом, а пехота на левом фланге.

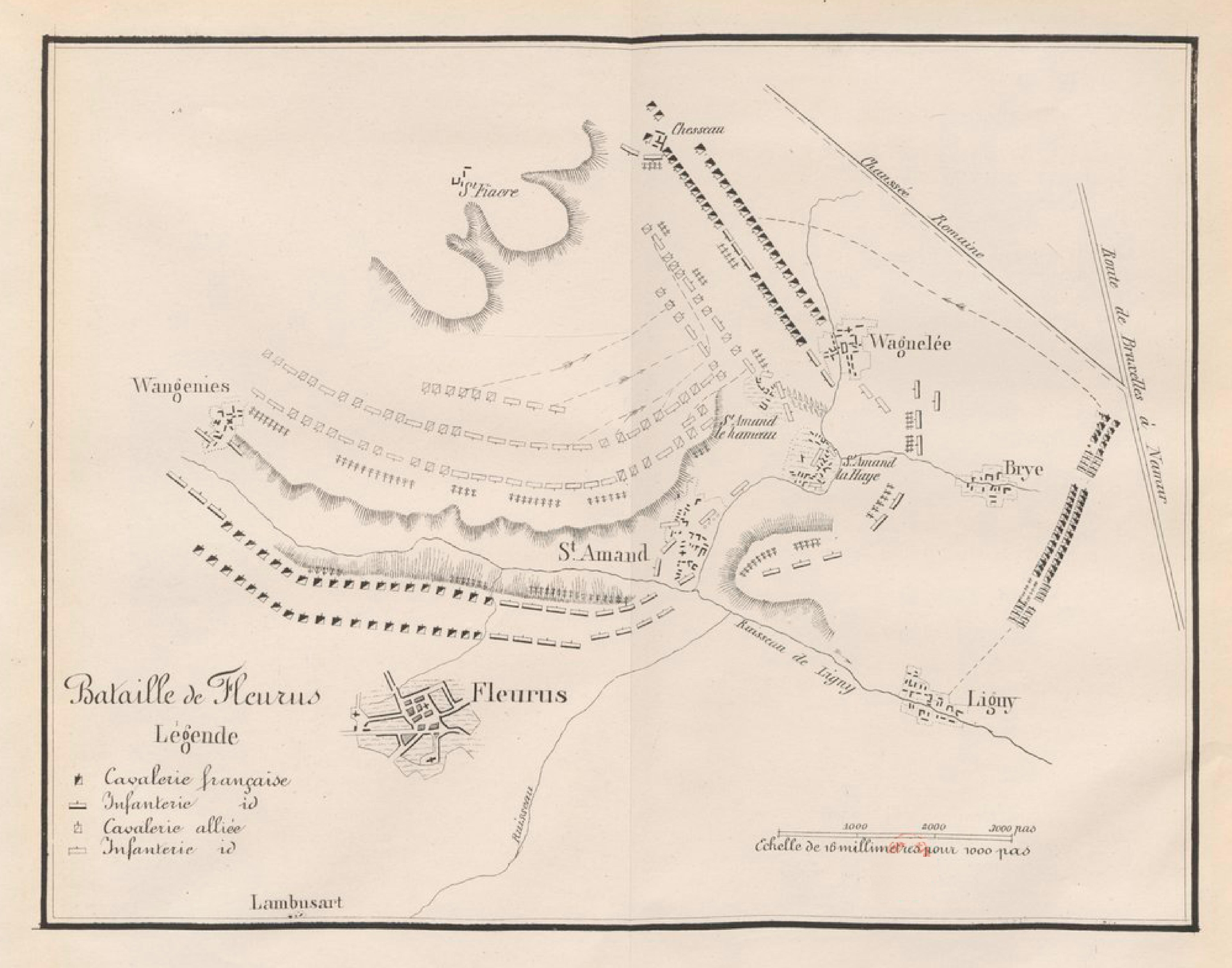
Битва при Флёрюсе

Рекогносцировав расположение противника, Люксембург посчитал фронтальную атаку его позиций затруднительной, и решил частью сил (вся конница правой колонны и часть пехоты из соседней колонны) нанести удар, обойдя левый фланг. Главные силы французов развернулись по фронту от селения Бри через Линьи до южной оконечности Сент-Амана, затем по правому берегу ручья, перед Флёрюсом, до Ваньеле. Кавалерия занимала левый фланг, артиллерия была поставлена перед фронтом.
Сражение началось жестоким артиллерийским огнём с обеих сторон. Испанцы действовали более удачно и нанесли французской кавалерии большие потери. Чтобы отвлечь внимание противника, маршал приказал левому флангу под командованием де Гурне провести фронтальную атаку позиций, занимаемых частями генерала кавалерии князя фон Нассау. Местность была неудобной для наступающих, и только крайний левый фланг французов проник в Ванжени, а их основные силы на этом направлении союзники встретили плотным ружейным и артиллерийским огнём и отбросили с серьёзными потерями. Де Гурне был убит.
Испанская конница начала разворачиваться для атаки, чтобы ударом в центр и правый фланг противника решить исход дня, но тем временем французский корпус де Рюбантеля из 9 батальонов с 31 орудием переправился по двум мостам, наведённым через речку Орм маркизом де Монревелем и Великим приором, и двинулся к деревне Сент-Аман, чтобы нанести удар оттуда. Орудийным огнём он рассеял кавалерию союзников, в то время как маршал с 41 эскадроном, 5 батальонами и 9 орудиями совершил обходной манёвр, пройдя незамеченным через поле, скрытый высокой пшеницей. Перейдя Линьи, он вышел к Брюссельскому шоссе, затем, двигаясь по старой римской дороге, пересекавшей шоссе недалеко от Бри, он появился между Ваньеле и Шессо, чтобы взять противника с тыла.
К половине двенадцатого Люксембург развернул кавалерию для атаки, поручив герцогу Менскому правый фланг, а герцогу де Шуазёлю левый. Три батальона с пятью орудиями были поставлены в первой линии, два других батальона с четырьмя орудиями заняли позицию на краю правого фланга в деревне Шессо. Атака через Сент-Аман, обеспечивавшая левый фланг маршала, была успешной, и Ваньеле, где союзники не потрудились разместить войска, было занято.
Вальдек, готовившийся развить успех на правом фланге и в центре, получил сообщение о выходе противника в тыл. Стянув войска из резерва и второй линии, он начал разворачивать их перпендикулярно своему крайнему левому флангу, чтобы организовать тыловую линию обороны, но тем самым произвёл сильный беспорядок в подразделениях и ослабил фронт, чем не замедлил воспользоваться противник. Шевалье де Тийяде, сменивший убитого де Гурне, восстановил порядок в отступивших частях и обрушил на позицию союзников яростную атаку.

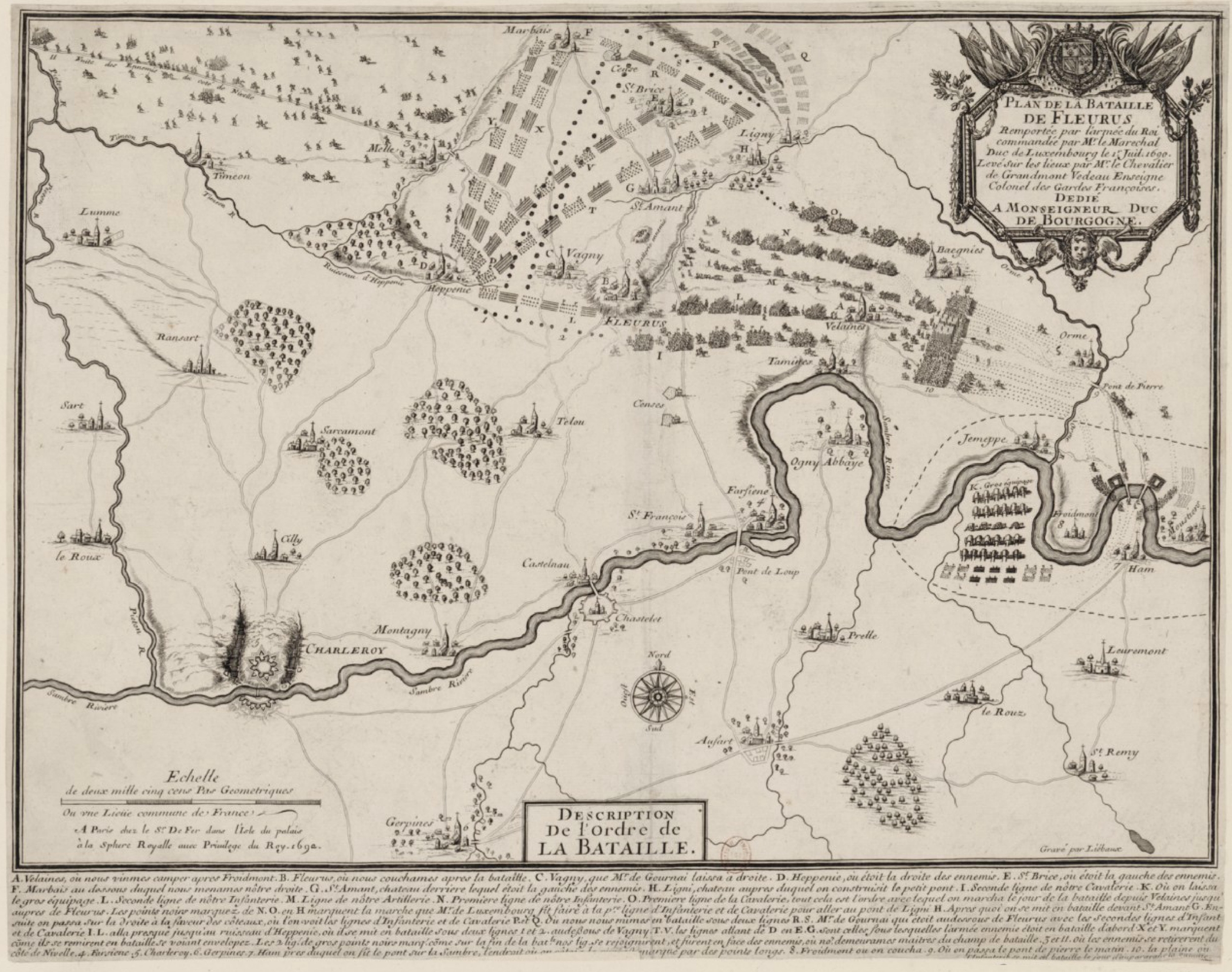
План битвы при Флёрюсе

После кровавого боя части Тийяде и маркиза де Монревеля прорвали центр вражеского расположения и к двум часам пополудни вышли на соединение с корпусом Люксембурга. Оказавшись опрокинутым в центре и потеснённым с левого фланга, Вальдек пытался восстановить оборону, поставив 14 сохранивших порядок батальонов в центре, а конницу по флангам, отступив и сделав попытку закрепиться на высотах Сен-Фиакр, где его солдаты построились в большое каре, отражавшее фланговые удары кавалерии противника. Маршал обрушил огонь артиллерии на его фронт, а затем атаковал прорванные порядки массой кавалерии, окончательно их разметавшей. К шести часам вечера все было кончено. Разбитые части союзников в беспорядке откатились к Шарлеруа, а несколько батальонов, отрезанных кавалерийскими частями французов, пытались закрепиться в деревнях, но были взяты в плен.
На следующий день маршал атаковал замок Сент-Аман, где Вальдек бросил около 3 тыс. человек, и без труда им овладел. Остатки армии союзников через Нивель ретировались к Брюсселю.
Потери союзников составили 5—6 тыс. убитыми и ранеными и 8 тыс. пленными, из них 700 офицеров. Из 50 орудий Вальдек потерял 49, было взято более двухсот знамён и штандартов, которые король приказал вывесить на нефе Собора Парижской Богоматери. Среди пленных были граф Берло, принц Саксонский, граф фон Штирум, один из юных графов Нассау. Французы потеряли 4—5 тыс. человек.

## Причины поражения союзников
Военный историк Кауслер приводил следующие причины поражения Вальдека:
1. Хорошее знание местности маршалом Люксембургом
2. Плохая организация патрулирования, не позволившая вовремя узнать о манёвре французов
3. Отсутствие решительности у союзников, которые все время оставались в обороне
4. Небрежность Вальдека, не занявшего войсками деревни на флангах и в тылу своей позиции
5. Численное и качественное превосходство французской кавалерии

По последнему пункту Марков также указывает, что конница Вальдека была перемешана с пехотой, отчего её действия были скованы, а Люксембург свою применял отдельно от пехоты, что позволяло быстро маневрировать и наносить массированные удары при поддержке артиллерийского огня.

## Итоги

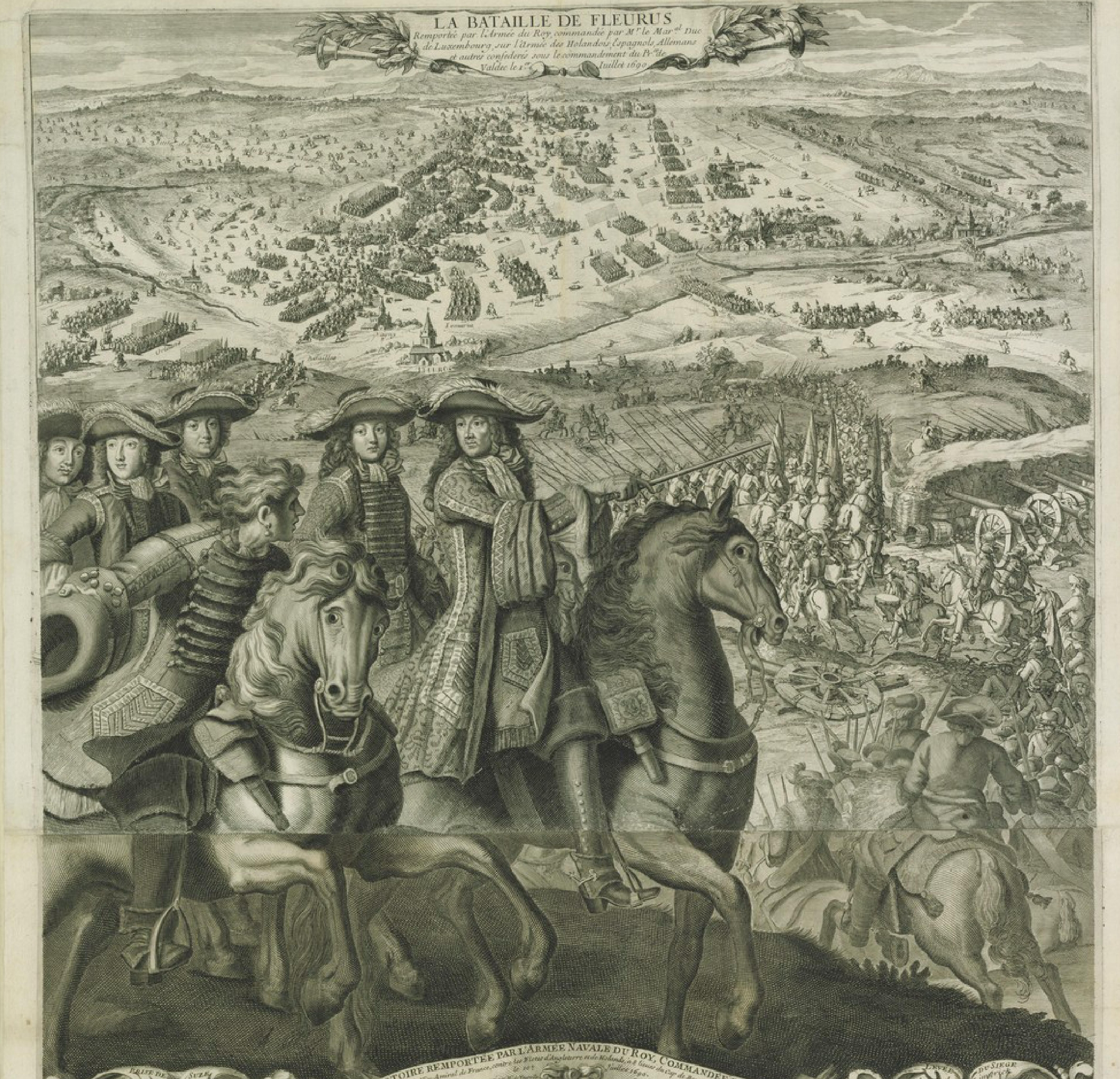
Битва при Флёрюсе. Альманах 1691 года

Французы, по обыкновению, не извлекли большой выгоды из своей убедительной победы, поскольку Людовик XIV ставил перед полководцами весьма ограниченные задачи, не давая развить достигнутый успех. Не испытывая давления со стороны противника, Вальдек дождался подхода подкреплений, после чего французские войска во Фландрии сами были вынуждены перейти к обороне.
В честь победы при Флёрюсе была выбита медаль, на реверсе которой изображён бог Марс, сидящий на захваченных вражеских знамёнах и попирающий ногой пушку, с кинжалом в правой руке, а левой опирающийся на французский гербовый щит. По окружности идёт надпись MARS VLTOR FOEDERVM VIOLATORVM (Марс Мститель нарушившим договор), внизу: AD FLORIACUM M. DC. LXXXX (у Флёрюса 1690).
Также этой битве посвящена медаль трех побед (Флёрюс, Английское побережье, Стаффарда), отчеканенная медальерами Жаном Долленом и Жеромом Русселем в память о трех крупнейших победах Франции в 1690 году. На аверсе изображен бюст Людовика XIV с легендой LUDOVICUS MAGNUS REX CHRISTIANISSIMUS; на реверсе сидящий на троне Людовик мановением руки посылает богиню Викторию, взмывающую в небеса с тремя дротиками в одной руке и пальмовой ветвью в другой, с легендой VICTORIA OBSEQUENS AD FLORIACUM AD LITTUS / ANGLICUM AD STAFFARDAM / M.DC.XC («послушная победа при Флёрюсе, у Английского побережья, при Стаффарде. 1690»)

## Комментарии
1. ↑  Кавалерия в крайних колоннах, артиллерия в центральной, пехота в двух остальных (Марков, с. 102)
2. ↑  27 тыс. пехоты, 9200 кавалерии и 1700 драгун (Марков, с. 102)